# Demon Internet
Demon Internet est un fournisseur d'accès à Internet britannique. Il a été un des premiers FAI, et a été créé le 1er juin 1992 à partir d'une idée postée sur le CIX par Cliff Stanford de Demon Systems Ltd. La filiale aux Pays-Bas débute en 1996. Dans les premiers temps les utilisateurs devaient se connecter à un BBS pour télécharger un logiciel basic de connexion à internet (basé sur l'implémentation KA9Q de TCP/IP). En 1995, la société acquiert la suite Turnpike pour Windows de Richard Clayton.
Son premier service permet d'établir une connexion IP par modem, l'accès au mail et aux serveurs Usenet. Le prix était de £10 (£11,75 avec la TVA). Le fournisseur offre toujours ce service, mais la plupart des utilisateurs se sont tournés vers les services surftime et ADSL.
En 1998, la société est achetée par Scottish Telecom, une filiale à 100 % de la société privatisée Scottish Power. Scottish Telecom changea de nom pour Thus en octobre 1999 et fut introduit au London Stock Exchange. Thus est séparé de Scottish Power en 2002.
Demon fournit un accès internet gratuit à la communauté Wireless Leiden dans la ville de Leyde afin d'acquérir de l'expérience dans ce domaine.
Le numéro de téléphone de la société, ainsi que la plupart des numéros d'accès RTC, finissent par 666 (supposé être le nombre de Satan). Une référence directe au nom Demon.